# Rudolf Gerber
Pour les articles homonymes, voir Gerber.
Rudolf Gerber (né le 13 avril 1928 à Brugg et mort le 2 août 2019 près de Berne, originaire de Langnau im Emmental et Dübendorf) est un juriste suisse. Il a occupé le poste de procureur général de la Confédération suisse de 1974 à 1989 au sein du ministère public de la Confédération.

## Biographie
Rudolf Gerber est impliqué dans l'affaire des fiches, où il lui fut notamment reproché de s'être trop concentré pendant son mandat sur les mouvements subversifs, et pas assez sur le crime organisé et la drogue.